# Richard M. Daley
Richard Michael Daley (Chicago, 24 de abril de 1942) é um político americano e prefeito de Chicago entre 24 de abril de 1989 e 16 de maio de 2011. Filho do também político Richard J. Daley, foi eleito prefeito em 1989 e reeleito cinco vezes. Em 2005 foi escolhido um dos cinco melhores prefeitos de grandes cidades pela revista Time.